# Territorio del Michigan
Il Territorio del Michigan è stato un territorio organizzato all'interno degli Stati Uniti d'America tra il 30 giugno 1805 e il 27 gennaio 1837, data dell'entrata del territorio negli Stati Uniti come ventiseiesimo Stato. La capitale territoriale era Detroit.
Il territorio, prima parte del Territorio del nord-ovest, ne divenne una provincia fino a quando, verso la fine del 1835, scoppiò una guerra, la Guerra di Toledo, in gran parte causata dall'istituzione di una nuova linea di confine da parte dell'Ohio, svantaggiosa per il Michigan, la linea di Harris.
Depresso da forti carenze economiche, il Michigan fu spinto ad accettare le condizioni stabilite dal Presidente statunitense Andrew Jackson, il quale riteneva che, se tale Stato avesse accettato di cedere la Striscia di Toledo - il territorio in disputa, letteralmente la differenza tra la linea di confine stabilita dall'Ordinanza e quella trovata da Harris, dove si trovava la città di Toledo - e di prendersi i tre quarti della penisola superiore, al tempo considerata un territorio sterile, paludoso e inutile (infatti oggi vi abita solo il 3% degli abitanti del Michigan, ma, dal 1840 essa è diventata la maggiore produttrice di oro, rame e ferro statunitense) gli avrebbe regalato l'indipendenza e l'entrata negli Stati Uniti.